# Ливан на зимних Олимпийских играх 1956
Ливан принимал участие в Зимних Олимпийских играх 1956 года в Кортина д'Ампеццо (Италия) в третий раз за свою историю, но не завоевал ни одной медали. Сборная страны состояла из 3 спортсменов (все — мужчины), которые приняли участие в соревнованиях по горнолыжному спорту и лыжным гонкам.